# Krupa (Żelechów)
Krupa – część miasta Żelechów leżąca w województwie mazowieckim, w powiecie garwolińskim, w gminie Żelechów. 
W latach 1975–1998 miejscowość administracyjnie należała do województwa siedleckiego. Przed II wojną światową Krupa stanowiła oddzielną wieś. Miejscowość mimo bliskości Żelechowa związana była z majątkiem w Wilczyskach. Słownik geograficzny Królestwa Polskiego z końca XIX wieku wymienia Krupę w powiecie łukowskim, w gminie Mysłów, parafii Wilczyce (chodzi o Wilczyska). Słownik podaje liczbę 7 domów, 63 mieszkańców i powierzchnię wsi równą 47 morg.